# Tsechu

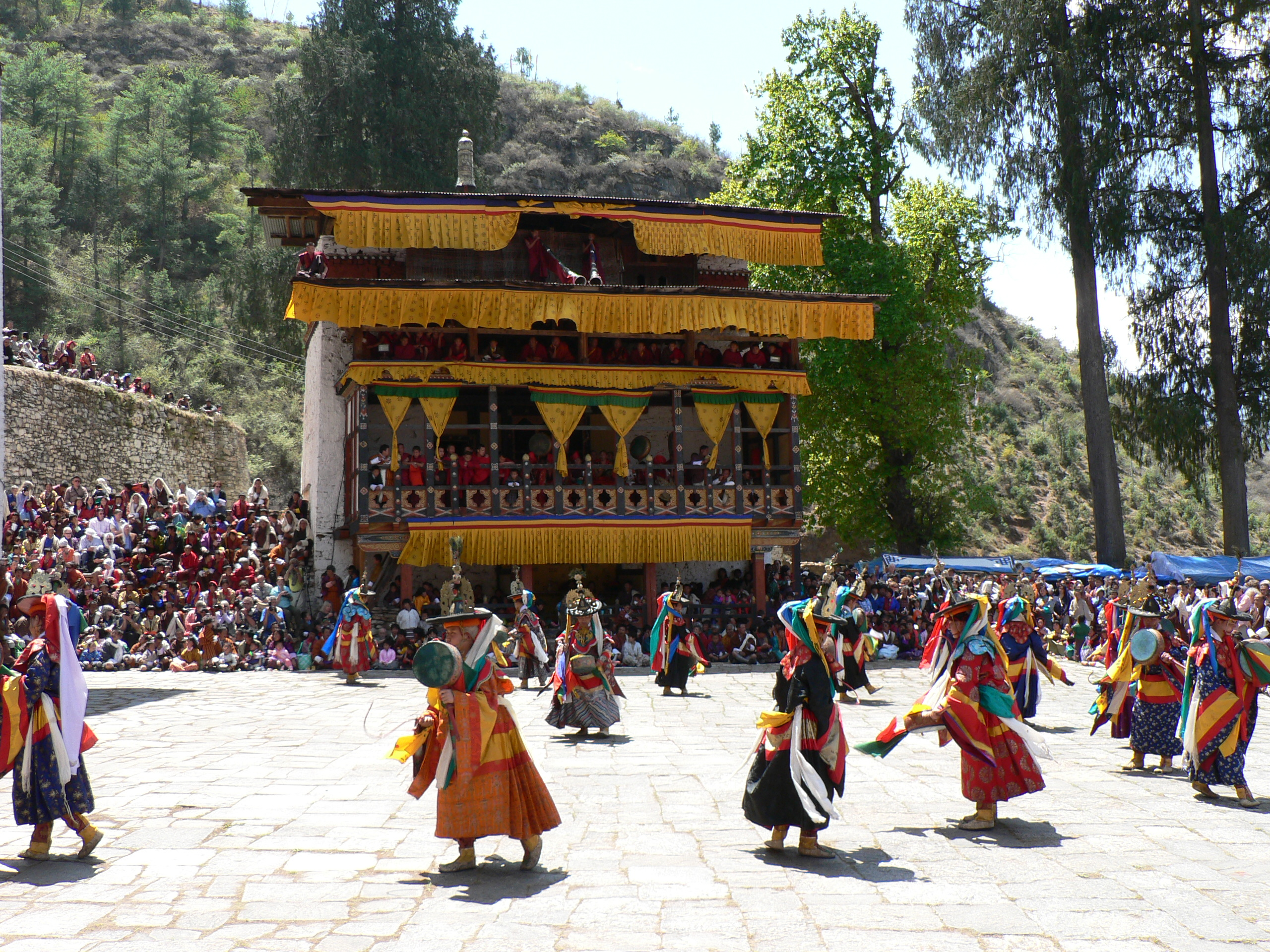
'Schwarz-Hut' Tanz (Zhanag Cham) der Mönche mit Stiltrommeln (Lag-na oder NGA)

Tsechu (dzongkha ཚེས་བཅུ། Tag zehn) bezeichnet jährlich abgehaltene religiöse Feste in jedem Distrikt (Dzongkhag) Bhutans, die immer am zehnten Tag eines Monats des Tibetischen Kalenders stattfinden. Der Monat variiert je nach Ort. Tsechus sind religiöse Feste der Drugpa-Kagyü der Kagyü-Schulrichtung des Tibetischen Buddhismus.
Tsechus sind gleichzeitig große Volksversammlungen, welche die Menschen aus abgelegenen und fernen Dörfern vereint. Am Ort des Geschehens entstehen große Märkte, die zu regem Handel führen. Zu den größten Tsechus an Teilnehmern und Zuschauern gehören die Feste in der Hauptstadt Thimphu und in Paro.

## Traditionen
Im Mittelpunkt der Tsechus stehen die Cham-Mysterien. Diese in Kostümen und maskiert durchgeführten Tänze zeigen typischerweise magische Beschwörungen oder basieren auf Ereignissen aus dem Leben des Nyingma-Lehrers Padmasambhava (9. Jahrhundert) und anderer Heiliger.
Die meisten Tsechus beinhalten zudem das Aufrollen eines sogenannten Thongdrel – ein großes Rollbild (Thangka), mit Seidenapplikationen, welches in der Regel den sitzenden Padmasambhava umgeben von seinen Manifestationen zeigt; der bloße Anblick des Bildes soll den Betrachter von seinen Sünden reinigen. Das Thongdrel wird vor der Morgendämmerung entrollt und am folgenden Morgen wieder eingerollt.
Weil die Feste von der Verfügbarkeit maskierter Tänzer abhängen, können registrierte Tänzer bestraft werden, wenn sie sich weigern, an einem solchen Tanz teilzunehmen.

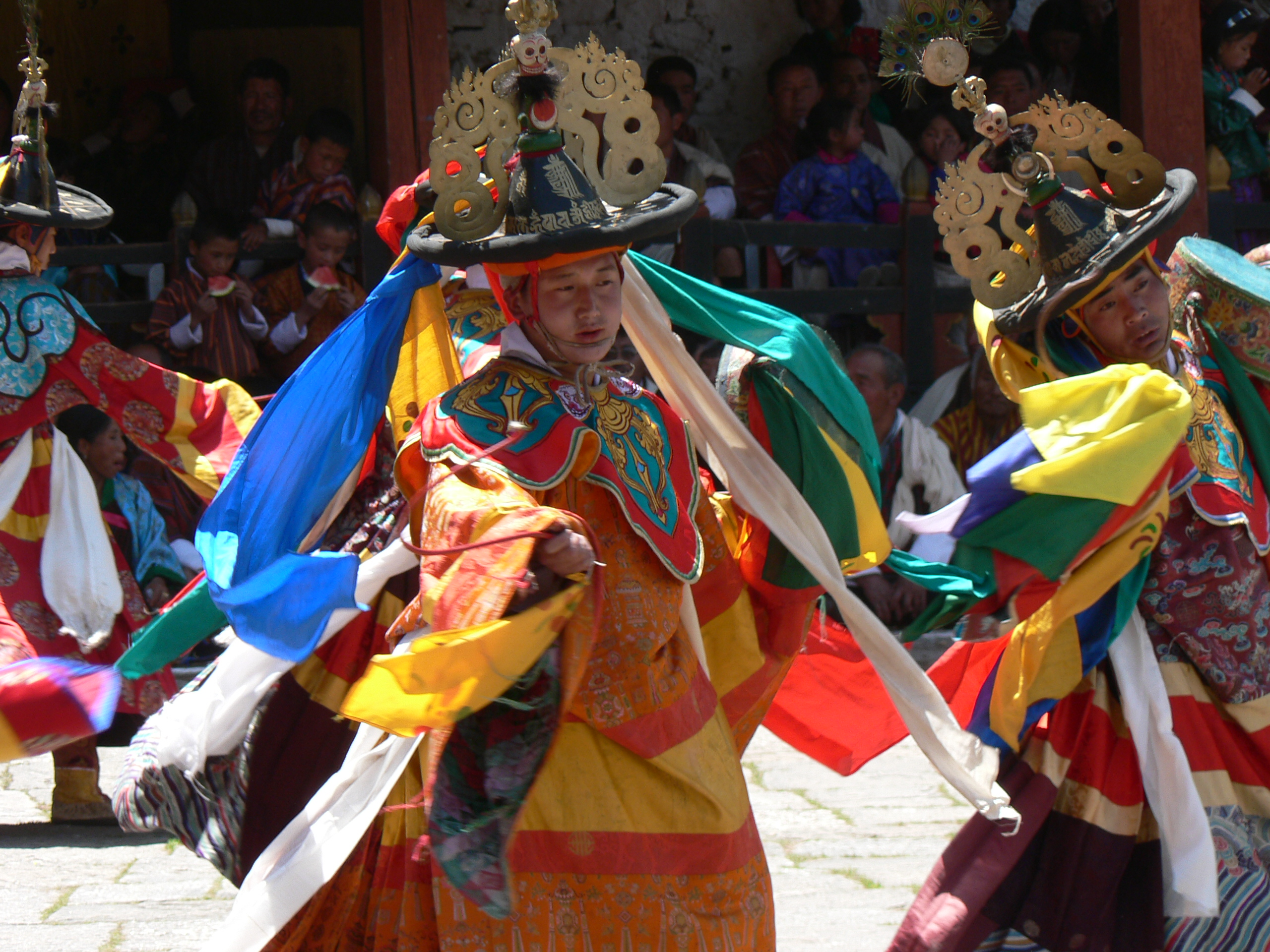
'Schwarz-Hut' Tanz (Zhanag Cham) am Tsechu in Paro

## Geschichte
Padmasambhava, der große Gelehrte, besuchte Tibet und Bhutan im 8. und 9. Jahrhundert. Er beförderte die Konversion von Gegnern des Buddhismus mithilfe von Riten, Mantren und Tänzen, mit denen er Geister und Götter zu bezwingen versuchte. Der Grund für die Reise nach Bhutan war, dem sterbenden König Sindhu Raja zu helfen. Padmasambhava führte im Bumthang-Tal eine Reihe solcher Tänze durch, um die Gesundheit des Königs wiederherzustellen. Dieser half ihm aus Dankbarkeit, in seinem Königreich den Buddhismus zu verbreiten. Padmasambhava organisierte den ersten Tsechu in Bumthang, wo seine acht Offenbarungen durch acht Tanzformen präsentiert wurden. Diese wurden die Cham-Mysterien, welche Padmasambhavas Herrlichkeit darstellen sollen.

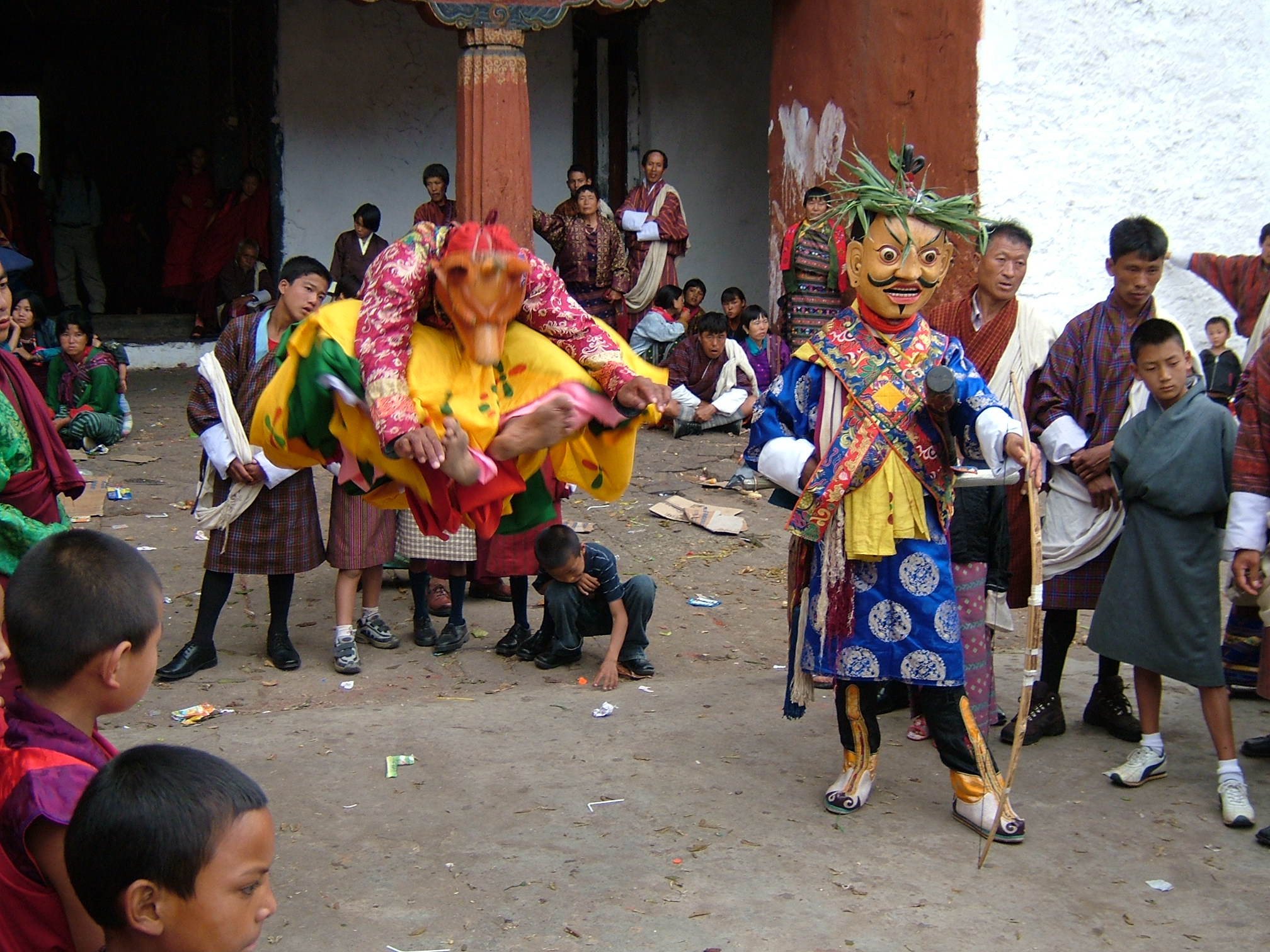
Maskierte Tänzer an einem Tsechu im Distrikt Wangdue Phodrang

## Programm
Der Ablauf der Tänze für jeden der vier Tage ist festgelegt und besteht generell aus den folgenden Tänzen.
- Am ersten Tag finden diese Aufführungen statt: Tanz der vier Hirsche (Sha Tsam); Tanz der drei Kinder Gings (Pelage Gingsum); Tanz der Helden (Pacham); Tanz der Hirsche und Jagdhunde (Shawo Shachi); Tanz mit der Dran-nye (Dranyeo Cham)
- Am zweiten Tag finden folgende Aufführungen statt: Tanz des schwarzen Hutes (Shana); Tanz der 21 schwarzen Hüte mit Trommeln (Sha nga ngacham); Tanz der Edelmänner und Damen (Pholeg Moleg); Tanz der Trommeln von Dramitse (Dramitse Ngacham); Tanz der Hirsche und Jagdhunde (Shawo Shachi)
- Am dritten Tag folgen: Tanz der Herren und Kremationsstätten (Durdag); Tanz der schreckenerregenden Gottheiten (Tungam); Tanz der Rakshas und Beurteilung der Toten (Ragsha Mangcham)
- Am letzten Tag finden abschließende Aufführungen statt: Tanz des Klosters Tamzhing in Jakar; Tanz der Herren und Kremationsstätten (Durdag); Tanz des Ging und Tsoling (Ging Dang Tsoling); Tanz der acht Offenbarungen Padmasambhavas (Guru Tshen Gye)

Am letzten Tag des Festes wird zudem das Thongdrel, verbunden mit intensiver religiöser Inbrunst, früh morgens ausgerollt. Das Gemälde misst 30 × 45 Meter und zeigt wie erwähnt Padmasambhava im Zentrum, flankiert von seinen zwei Gemahlinnen Llacham Mandarava und Yeshe Tsogyal und den acht Offenbarungen. Anhänger, die sich versammeln, um das Ereignis zu beobachten, huldigen dem Bild, um Segen zu erlangen. Volkstänze begleiten die Zeremonie. Vor Sonnenaufgang wird das Gemälde wieder aufgerollt und bleibt bis zum nächsten Jahr im Dzong aufbewahrt.

## Populärkultur
Der Bhutanesische Film Von Reisenden und Magiern handelt von einer Gruppe Reisender, von der ein Großteil das Tsechu in Thimphu besuchen.